# Fleming Smith Warehouse
El Fleming Smith Warehouse  es un edificio histórico ubicado en Nueva York, Nueva York. El Fleming Smith Warehouse se encuentra inscrito  en el Registro Nacional de Lugares Históricos desde el 26 de mayo de 1983.  

## Ubicación
El Fleming Smith Warehouse se encuentra dentro del condado de Nueva York en las coordenadas 40°43′26″N 74°00′38″O / 40.723889, -74.010556.